# Blepharita albirena
Blepharita albirena là một loài bướm đêm trong họ Noctuidae.